# 汤姆·蒂凡尼
湯瑪斯·P·蒂凡尼（英語：Thomas P. Tiffany，1957年12月30日—），美国商人、政治家，2020年起接替肖恩·达菲，当选威斯康辛州第七國會選區联邦众议院议员，共和党员。此前曾当选威斯康辛州众议院议员和威斯康辛州参议院议员。2021年2月，与宾夕法尼亚州联邦众议员斯科特·佩里提出共同决议案，呼吁拜登政府终结“一个中国政策”並与台湾建立外交关系。